# Samal Saeed
Samal Saeed (en árabe: سامال سعيد مجبل‎; Al-Hilla, Irak, 1 de diciembre de 1987) es un futbolista de Irak que juega en las posiciones de defensa central y lateral derecho con el Al-Diwaniya FC de la Liga Premier de Irak.

## Carrera

### Club
| Periodo   | Club              |
| --------- | ----------------- |
| 2004-2007 | Al-Shorta SC      |
| 2007–2009 | Arbil FC          |
| 2009–2010 | Al-Shorta SC      |
| 2010–2011 | Najaf FC          |
| 2011–2012 | Foolad FC         |
| 2012–2013 | Al-Naft           |
| 2013–2014 | Al-Talaba SC      |
| 2014–2018 | Al-Quwa Al-Jawiya |
| 2018–2019 | Al-Zawraa         |
| 2019–2021 | Al-Talaba SC      |
| 2021–2022 | Naft Al-Wasat SC  |
| 2022-     | Al-Diwaniya FC    |

### Selección nacional
Jugó para Irak en 69 ocasiones de 2005 a 2016 y anotó dos goles; participó en la Copa Asiática 2011.

## Logros

### Club
- Iraqi Premier League: 2007–08, 2008–09, 2016-17
- AFC Cup: 2016, 2017
- Iraq FA Cup: 2015–16

### Individual
- Defensa Central del Año de la Liga Premier de Irak 2015-16.[1]

## Estadísticas

### Goles con selección nacional
| #  | Fecha     | Sede                              | Rival | Marcador | Resultado | Torneo                     |
| -- | --------- | --------------------------------- | ----- | -------- | --------- | -------------------------- |
| 1. | 21-9-2010 | Amman International Stadium, Amán | Omán  | 1–1      | 3–2       | Amistoso                   |
| 2. | 25-9-2010 | King Abdullah Stadium, Amán       | Yemen | 1–1      | 2–1       | Campeonato de la WAFF 2010 |